# ريك هانسن
ريك هانسن (بالإنجليزية: Rick Hansen)‏ (و. 1957 – م) هو منافس ألعاب قوى من كندا . ولد في بورت ألبيرني، كولومبيا البريطانية . شارك في ألعاب بارالمبية صيفية 1980، وألعاب بارالمبية صيفية 1984، وألعاب أولمبية صيفية 1984 .

## التعليم
تعلم في جامعة كولومبيا البريطانية

## جوائز
حصل على جوائز منها:
- شريك وسام كندا.

## روابط خارجية
- ريك هانسن على موقع IMDb (الإنجليزية)
- ريك هانسن على موقع أوليمبيديا (الإنجليزية)